# 汤米·斯文松
汤米·斯文松（瑞典語：Tommy Svensson，1945年3月4日—），瑞典男子足球运动员，场上位置是中场。他曾代表瑞典国家队参加1970年国际足联世界杯，结果队伍止步小组赛阶段。